# Claudius angustatus
Claudius angustatus är en sköldpaddsart som beskrevs av  Cope 1865. Claudius angustatus är ensam i släktet Claudius som ingår i familjen slamsköldpaddor. IUCN kategoriserar arten globalt som nära hotad. Inga underarter finns listade i Catalogue of Life.
Arten lever i låglandet i Mexiko, Belize och Guatemala.